# Fijixipha naitasiri
Fijixipha naitasiri är en insektsart som beskrevs av Otte, D. och Cowper 2007. Fijixipha naitasiri ingår i släktet Fijixipha och familjen syrsor. Inga underarter finns listade i Catalogue of Life.